# Municipalité du district de Kaunas
La municipalité du district de Kaunas (en lituanien : Kauno rajono savivaldybė)  est l'une des 60 municipalités de Lituanie. Son chef-lieu est Kaunas.

## Seniūnija de la municipalité du district de Kaunas
- Akademijos seniūnija (Akademija)
- Alšėnų seniūnija (Mastaičiai)
- Babtų seniūnija (Babtai)
- Batniavos seniūnija (Bubiai)
- Čekiškės seniūnija (Čekiškė)
- Domeikavos seniūnija (Domeikava)
- Ežerėlio seniūnija (Ežerėlis)
- Garliavos seniūnija (Garliava)
- Garliavos apylinkių seniūnija (Garliava)
- Kačerginės seniūnija (Kačerginė)
- Karmėlavos seniūnija (Karmėlava)
- Kulautuvos seniūnija (Kulautuva)
- Lapių seniūnija (Lapės)
- Linksmakalnio seniūnija (Linksmakalnis)
- Neveronių seniūnija (Neveronys)
- Raudondvario seniūnija (Raudondvaris)
- Ringaudų seniūnija (Noreikiškės)
- Rokų seniūnija (Rokai)
- Samylų seniūnija (Samylai)
- Taurakiemio seniūnija (Piliuona)
- Užliedžių seniūnija (Giraitė)
- Vandžiogalos seniūnija (Vandžiogala)
- Vilkijos seniūnija (Vilkija)
- Vilkijos apylinkių seniūnija (Vilkija)

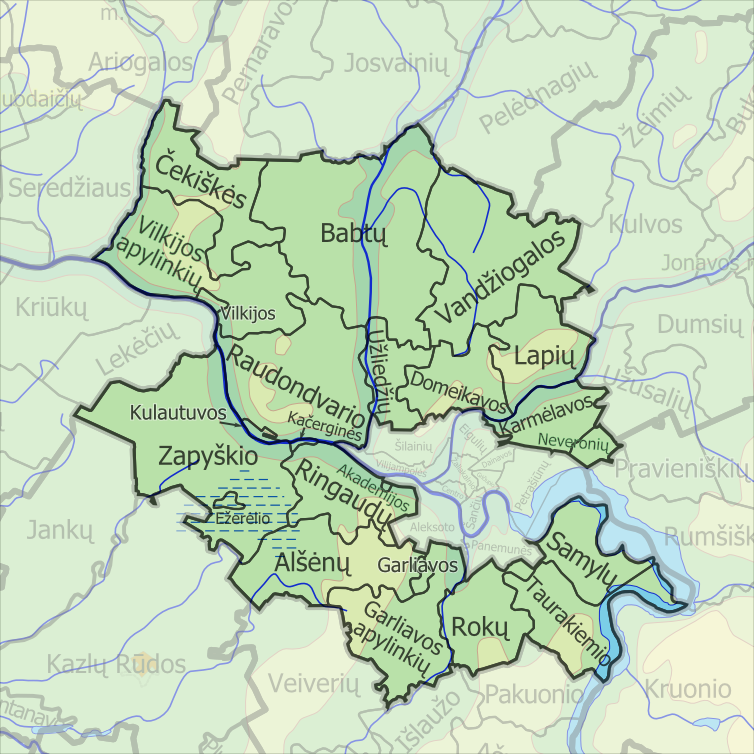
Seniūnijos de la municipalité du district de Kaunas

- Zapyškio seniūnija (Kluoniškiai)